# Apeadeiro de Cabrela
O apeadeiro de Cabrela foi uma interface da Linha do Alentejo, que servia a localidade de Cabrela, no distrito de Évora, em Portugal.

## Descrição

### Localização e acessos
O local desta interface é servido pela EM519-1, a mais de nove quilómetros, para sudoeste, situa-se a localidade nominal, sendo Silveiras a povoação mais próxima, a mais de quatro quilómetros em percurso marcadamente pedonal, para és-nordeste; é esta última localidade a sede da freguesia onde se encontra o local da extinta estação.

### Infraestrutura
O edifício de passageiros situava-se do lado nordeste da via (lado esquerdo do sentido ascendente, para Funcheira). Em 1972 esta interface apresentava duas vias de circulação e uma via secundária; configuração mais tarde reduzida a uma única via, aquando da despromoção à categoria de apeadeiro.

## História

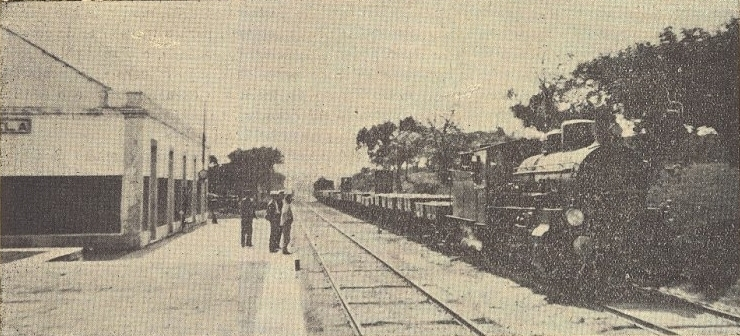
Comboio de balastro na estação de Cabrela, em 1934.

Esta infra-estrutura insere-se no lanço da Linha do Alentejo entre Vendas Novas e Casa Branca, que foi aberto à exploração a 14 de Setembro de 1863, pela Companhia dos Caminhos de Ferro do Sueste.
Em 15 de Maio de 1894, entrou ao serviço a nova estação provisória de Cabrela.
Em 1913, existia um serviço de diligências entre a estação e a vila de Cabrela.

Nos horário de 1984 esta interface figura ainda com categoria de estação, surgindo já como apeadeiro no mapa de 1985. Deixou ter ter serviços mais tarde, tendo sido subsequentemente demolida, não constando já da documentação oficial de 2011.